# ماکوف (ناحیه سویتاوی)
ماکوف (به چکی: Makov) یک منطقهٔ مسکونی در جمهوری چک است که در ناحیه سویتاوی واقع شده‌است. ماکوف ۶٫۸۹ کیلومتر مربع مساحت و ۳۲۷ نفر جمعیت دارد و ۴۳۰ متر بالاتر از سطح دریا واقع شده‌است.